# 郭永清
郭永清（14世紀—15世紀），湖廣岳州府巴陵縣人，明朝政治人物。

## 生平
郭永清擅長詩歌，是永樂十八年（1420年）舉人，十九年（1421年）成進士，二十二年（1424年）獲授工科給事中，後出使越南後黎朝，在當地去世，著有《黃源稿》流傳，入祀鄉賢祠。

## 引用
1. 1 2  光緒《巴陵縣志·卷二十八·人物志一》：郭永清，工詩有逸才，永樂辛丑進士，官工科給事中，奉使外藩不屈而死，著有《黃源稿》。 《湖廣通志》，祀鄉賢
2. ↑  光緒《巴陵縣志·卷二十二·選舉志一》：（永樂）十八年庚子（舉人） 郭永清……十九年辛丑（進士） 郭永清 曾鶴齡榜，《題名碑錄》同，進士出身
3. ↑  《明仁宗昭皇帝實錄·卷二下》：（永樂二十二年九月）辛卯陞翰林院修撰陳循為本院侍講，行人司行人吳澤、都察院司務吳良及進士夏時、馮敬、焦起良、張崇、郭永清俱為給事中，澤任兵科，良刑科，時戶科，敬、起良俱吏科，崇禮科，永清工科……
4. ↑  《大越史記全書·本紀卷之十》：（丁未（宣德二年）十一月）二十二日，帝（黎利）與明總兵官太子太保成山侯王通，參將右都督馬瑛，太監山壽、馬騏，榮昌伯陳智，安平伯李安，都督方政，掌都司事都督僉事陳璿，都指揮僉事陳祐，監察御史周岐厚，給事中郭永清，右布政使弋謙，右參政陸廣平，左參政洪秉良、陸貞，按察使楊時習，僉事郭端會盟于城之南。